# Рикув (Мазовецьке воєводство)
Рикув (пол. Ryków) — село в Польщі, у гміні Венява Пшисуського повіту Мазовецького воєводства.
Населення — 147 осіб (2011).
У 1975-1998 роках село належало до Радомського воєводства.

## Демографія
Демографічна структура станом на 31 березня 2011 року:
|          | Загалом | Допрацездатний вік | Працездатний вік | Постпрацездатний вік |
| -------- | ------- | ------------------ | ---------------- | -------------------- |
| Чоловіки | 74      | 13                 | 47               | 14                   |
| Жінки    | 73      | 12                 | 32               | 29                   |
| Разом    | 147     | 25                 | 79               | 43                   |